# Genovien

Genoviens flagga.

Genovien (eng: Genovia) är det fiktiva land där boken och filmen En prinsessas dagbok utspelar sig. Det är i boken beläget mellan Frankrike och Italien (Spanien och Frankrike i filmerna). Landet är även med i EU. Det påminner om Monaco, och kungafamiljen heter Renaldi.
Prinsessan Amelia Mignonette Grimaldi Thermopolis Renaldi (Anne Hathaway) tog över rollen som statschef för Genovien efter sin farmor änkesfurstinnan Clarisse Renaldi (Julie Andrews).